# Onthophagus gagatoides
Onthophagus gagatoides là một loài bọ cánh cứng trong họ Bọ hung (Scarabaeidae).